# Дерев'яні іграшки Хорватського Загір'я

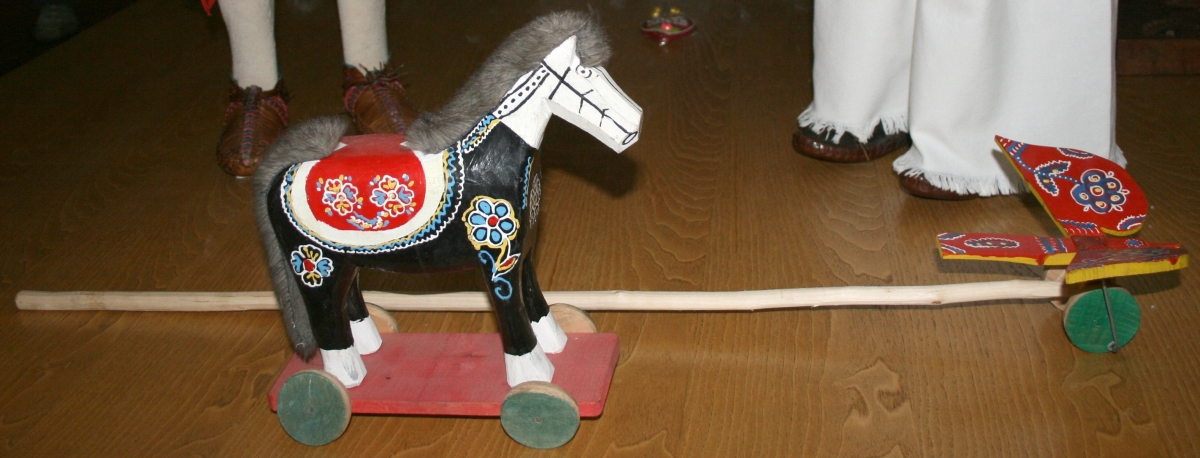
Дерев'яний коник

Дерев'яні іграшки Хорватського Загір'я (хорв. Drvene igračke Hrvatskog zagorja) — традиційні хорватські дитячі іграшки. Виготовляються з XIX століття народними майстрами в Хорватському Загір'ї. Народний промисел дерев'яних іграшок в Хорватському Загір'ї в 2009 році був включений в список шедеврів усної та нематеріальної культурної спадщини людства ЮНЕСКО.
Виробництво іграшок досі триває в селах навколо містечок Марія-Бистриця і Горня-Стубіца. Основні центри виробництва іграшок: Бістрічкі-Лаз, Стубічке-Лаз, Горня-Стубіца, Марія-Бистриця, Тугоніца і Турнішче. Виробляються близько 50 моделей іграшок, таких як дудки, тріскачки (птиці з колесами, яких штовхають на паличці), тамбура, дерев'яні тварини (зазвичай коні), свистульки, автомобілі, вантажівки, потяги, літаки, дитячі меблі для ляльок тощо.
Іграшки характеризуються тим, що вони виготовляються вручну чоловіками, а розфарбовуються переважно жінками. Оскільки всі вони ручної роботи, не існує двох абсолютно ідентичних іграшок. Вони створюються з місцевої деревини: верби, клену, бука і липи. Дерево зрубують, сушать, ріжуть і додають форму за допомогою дерев'яних або картонних шаблонів. Найпоширеніші кольори іграшок: червоний, синій, білий і чорний. Вони прикрашаються квітковими і геометричними візерунками. Прийоми виробництва передавалися в сім'ях з покоління в покоління і збереглися дотепер.
Іграшки продаються на ярмарках, під час релігійних свят, а також у найбільшому храмі в Марії-Бистриці. Іграшки можна придбати і в спеціалізованих магазинах, вони є популярними серед туристів. З 1950-х років продаж іграшок була налагоджена і за межами країни.